# Can Xarina
Can Xarina és una obra del municipi de Collsuspina (Moianès) inclosa en l'Inventari del Patrimoni Arquitectònic de Catalunya.

## Descripció
Es tracta d'un casal de mitjanes dimensions cobert amb teulada a dues vessants i cantoneres de pedra treballada. A la façana principal hi ha un bonic portal adovellat de grans dimensions amb un anagrama i la data de 1550 amb grafia gòtica, també a la llinda d'una de les finestres hi ha una antiga inscripció amb lletra llatina. Domina en gran part la pedra treballada, de vegades amb un marcat estil gòtic com s'observa a les tres finestres de la façana d'entrada. Les altres façanes tot i conservar l'harmonia de l'edifici han estat modificades i ampliades posteriorment: a la façana dreta on s'hi a fet un portal i dos balcons. La part posterior és ja més moderna.

## Història
Tot i la imprecisió dels termes parroquials sembla que anteriorment Can Xarina pertanyia al terme de Balenyà. Dita casa es localitzava, anteriorment, a prop del camí de Manresa a Vic, a l'entrada de la plana. Se'l coneixia per "Hostal de Collcespina" segons un capbreu de 1643. La població de Collsuspina va néixer entorn d'aquest hostal, que va ser construït per Bernat Amadans, constant encara com edifici aïllat l'any 1553 i que fins al 1592 no s'hi edificaren cases al seu costat, és a dir fins que no s'edificà la capella de Santa Maria dels Socors.